# HIBOR
HIBORは、Hong Kong Interbank Offered Rates（中国語：香港銀行同業拆息）の略で、香港ドルの指標金利である。「香港銀行間貸出金利」と邦訳される。正式名称は、HKD Interest Settlement Rates（港元利息結算利率）である。
香港銀行公会（HKAB）が毎営業日の午前11時15分に公表している。

## 諸元

### 期間
公表対象期間は以下の15種類である。
- オーバーナイト（翌日物）
- 1、2週間
- 1、2、3、4、5、6、7、8、9、10、11、12ヶ月

### 参加行
発券銀行
- 中国銀行 (香港)
- 香港上海銀行
- スタンダードチャータード銀行（香港）

香港の銀行
- 東亜銀行
- zh:中信銀行（國際）
- DBS銀行
- 恒生銀行
- 中国工商銀行
- zh:南洋商業銀行
- zh:上海商業銀行

中国本土の銀行
- 中国農業銀行
- 交通銀行
- 中国建設銀行

外国銀行
- ノヴァ・スコシア銀行（カナダ）
- 三菱UFJ銀行（日本）
- BNPパリバ（フランス）
- シティバンク（米国）
- クレディ・アグリコル（フランス）
- JPモルガン・チェース（米国）
- ソシエテ・ジェネラル（フランス）